# أسعد الوراق (مسلسل 2010)
أسعد الوراق مسلسل درامي سوري، أنتج في العام 2010، كتب قصته هوزان عكو عن رواية «الله والفقر» للأديب صدقي إسماعيل، وهو من إخراج رشا شربتجي ومن إنتاج شركة عاج.

## القصة
تدور أحداث المسلسل (30 حلقة) في إحدى الحارات الدمشقية بين عشرينيات وثلاثينيات القرن الماضي، ويروي قصة حب تجمع بين رجلٍ أمي فقير يتيم الأبوين يدعى أسعد الوراق، وفتاةٍ متسلطة. يتعرض أسعد المجذوب لقدرٍ كبير من الظلم والاضطهاد على يد زوجته وأبناء حارته، مما يدفعه إلى التمرد في وجه الجميع، والثورة على الظلم، وأول ضحايا تمرده المفاجئ، هي زوجته التي تفقد النطق خوفاً منه في إحدى ردات فعله العنيفة تجاهها، ثم يتحول أسعد إلى مناضل ضد الاحتلال الفرنسي، يخفي وراء صمته الكثير من قيم الشهامة والرجولة، مما يجعله رمزاً في عيون أهل حارته.

## البطولة
- تيم حسن
- أمل عرفة
- أيمن رضا
- مكسيم خليل
- غزوان الصفدي
- أسعد فضة
- كندة حنا
- منى واصف
- طلحت حمدي
- فراس إبراهيم
- ديما بياعة
- أمانة والي
- محمد قنوع
- مها المصري
- ناهد حلبي
- ديمة الجندي
- أحمد مللي
- إياد أبو الشامات
- رنا شميس
- فاتن شاهين